# 有馬直純
有馬 直純（ありま なおずみ）は、安土桃山時代から江戸時代前期にかけての大名。肥前国日野江藩主、日向国延岡藩主。晴信系肥前有馬氏2代。

## 生涯
天正14年（1586年）、有馬晴信の嫡男として肥前国日野江城に生まれる。父同様キリシタンであり、洗礼名はミゲル。
慶長5年（1600年）、15歳から親元を離れ駿府城で徳川家康に側近として仕える。慶長15年（1610年）、キリシタンであった妻・マルタ（小西行長の姪）を離縁し、家康の養女・国姫（実父は桑名藩主・本多忠政、母は松平信康の次女。よって国姫は家康の曾孫）を正室として娶った。
慶長17年（1612年）に父晴信は岡本大八事件の責任を問われ（直純は早期の家督継承と、妻・国姫の意向を受けてキリシタンとの縁を切るべく、父を処断するように幕臣へ訴えたともされる）、改易のうえ死罪となったが、直純は家康との縁が深かったために連座を免れ、父の所領を受け継いで肥前日野江藩主となった。同年の江戸幕府による禁教令に従い改宗し、領内のキリシタンを迫害した。また、慶長18年（1613年）4月25日には、父とその後妻・ジュスタの間に生まれた8歳と6歳の異母弟（フランシスコ（富蘭）とマティアス（於松）という洗礼名のみ残る）を殺害している。
しかし、これらのことから良心の呵責に耐えかねて嫌気がさし、幕府に転封を願い出て慶長19年（1614年）7月に日向延岡に5万3千石の所領を与えられた。寛永14年（1637年）に旧領で起こった天草・島原の乱においては、地理に明るいことから4000名近い軍団を率いて征伐軍に加わり、乱を起こした自らの旧臣や元領民と対決した。なおこの時、豊前中津藩主小笠原長次配下の軍監として参戦していた剣豪・宮本武蔵から書簡を受け取っている。
寛永18年（1641年）、直純は参勤交代の途中、大坂屋敷にて死去した。享年56。一説には、明石沖の船中にて死去とも。

## 系譜
父母
- 有馬晴信（父）
- 大上 ー 山田純規の娘、側室（母）

正室、継室
- マルタ ー 小西如清の娘（正室）
- 栄寿院、国姫 ー 徳川家康の養女、本多忠政の長女（継室）

子女
- 有馬康純（長男）生母は栄寿院（継室）
- 有馬純政（次男）生母は栄寿院（継室）
- 有馬純親室（長女）
- 本多政勝正室（次女）生母は栄寿院（継室）
- 有馬吉子 ー 本多政勝の養妹、黒田高政正室（三女）生母は栄寿院（継室）
- 有馬長子 ー 秋元富朝正室（四女）生母は栄寿院（継室）